# Tempe
|  | Per a altres significats, vegeu «Tempe (desambiguació)». |

La vall de Tempe (en grec: Τέμπη; AFI: en grec modern /ˈtémbi/, en grec antic /témpē/) és un congost al nord-est de Tessàlia, entre els monts Olimp i Ossa, pel qual passa el riu Peneu fins a desembocar al Golf Termaic. La vall té uns 10 km de llargada i és molt estreta, de vegades no fa ni 25 metres d'ampla i uns precipicis profunds, fins a 500 metres, per on discorre el riu. Conforma un pas natural per entrar a Tessàlia venint de Macedònia.
La bellesa de la vall de Tempe va ser cantada pels antics poetes, que la presentaven com un lloc abundós de boscos i on van passar antigues tradicions mítiques. Allà va néixer Aristeu, fill d'Apol·lo i de la nimfa Cirene. El pas de Tempe era relacionat amb el culte a Apol·lo: hom creia que aquest déu hi havia anat a purificar-se després d'haver mort la serp Pitó, i va tornar a Delfos portant a la mà una branca de llorer collida al congost. Cada nou anys, un grup de joves de Delfos enviat per la ciutat anava a Tempe a collir branques de llorer per portar a l'oracle. A la vall s'hi celebrava un festival on assistien tots els pobles veïns, i es feia una processó acompanyada d'un flautista, segons Claudi Elià i Plutarc.
La llegenda atribuïa la seva orografia a un terratrèmol que va separar les muntanyes i va donar sortida al mar al riu Peneu, segons Heròdot i Estrabó. Però els tessalis deien que era el déu Posidó qui havia separat les muntanyes, i Diodor de Sicília i Lucà deien que havia estat obra d'Hèracles.
Antigament era defensat per quatre fortaleses: Gonnos, Còndilon, Càrax i Tempe. Quan Xerxes I va envair Grècia l'any 480 aC, els grecs van defensar el pas de Tempe amb un miler d'homes, però el rei Alexandre I de Macedònia ho desaconsellà a causa de l'existència d'un altre pas a través del mont Olimp que entra a Tessàlia prop de Gonnos, i així es van retirar a les Termòpiles. Els romans van construir una carretera a tot el llarg de la vall; en certs punts només hi ha lloc per la carretera i el riu. Per unes inscripcions que s'han trobat, sembla que el responsable de la construcció va ser Cassi Longí, a qui Juli Cèsar va enviar com a llegat l'any 48 aC a fer diverses operacions a Tessàlia.
Altres valls van portar el nom de Tempe, com ara la vall del riu Heloros a Sicília i la vall del Velinus, prop de Reate.